# نيل ماكاولي
نيل ماكاولي (بالإنجليزية: Neil McAuley)‏ هو لاعب قذف بريطاني، ولد في 1989 في Ballycastle, County Antrim ‏ في المملكة المتحدة.